# Birke-familien
Birke-familien (Betulaceae) består af løvfældende træer og buske, som er fordelt på 6 slægter og 120 arter. Bladene er spredtstillede og hele. De hanlige blomster er samlet i hængende rakler. De hunlige blomster er kogleagtige, oprette eller hængende. Frugten er en enrummet nød med eller uden vinge.
| Slægter |

- Avnbøg
- Birk
- El
- Hassel
- Humlebøg
- Ostryopsis